# 1-هكساين
1-هكساين هو مركب عضوي هيدروكربوني من الألكاينات، صيغته الكيميائية C6H10، ويوجد على شكل سائل عديم اللون في الشروط القياسية.

## التحضير
يمكن أن يحضر المركب من تفاعل 1-هكسين مع البروم؛ ثم بمفاعلة الناتج الوسطي 2,1-ثنائي برومو الهكسان مع أميد الصوديوم؛ كما يمكن أن تتم عملية التحضير من تفاعل أسيتيليد الصوديوم مع 1-برومو البوتان.

## الخواص
يوجد المركب في الشروط القياسية على شكل سائل عديم اللون، يتميز بالتطايرية وبقابليته للاشتعال.